# Feliksin (voivodato de Mazovia)
Feliksin es un pueblo de Polonia, en Mazovia.  Se encuentra en el distrito (Gmina) de Garwolin, perteneciente al condado (Powiat) de Garwolin. Se encuentra aproximadamente a 7 km al oeste de Garwolin, y a 59 km  al sureste de Varsovia. Su población es de 130 habitantes.
Entre 1975 y 1998 perteneció al voivodato de Siedlce.